# Metal-logotyper
Inom några av hårdrockens subgenrer finns många distinkta traditioner utöver själva musiken, som texter, utstyrsel och bandens logotyper. I många fall kan man se vilken genre ett band är verksamma inom enbart genom att se logotypen. Detta är en lista över de genrer som har de tydligaste traditionerna när det gäller logotyper. Naturligtvis följer inte alla band dessa traditioner.

## Black metal

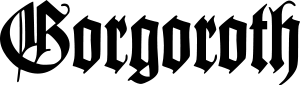
Gorgoroths logotyp

Inom black metal finns två huvudsakliga inriktningar. Den vanligare av de två bygger på att logotypen ska vara så symmetrisk som möjligt, vilket ofta sker på bekostnad av läsbarheten. Bokstäverna kan, i större eller mindre utsträckning, ges utstickande taggar, spetsar eller rotliknande sprickor som sprider sig ut från bokstäverna. Logotypen dekoreras ibland med olika symboler som pentagram, upp-och-nervända kors och gethuvuden. 
- Exempel: Mayhem, Watain, Marduk, Immortal

I den andra varianten är bandnamnet skrivet med ett ålderdomligt typsnitt som fraktur eller munkskrift, ibland med enklare dekorationer. Här ligger alltså fokuset inte på symmetrin. 
- Exempel: Gorgoroth, Burzum, Bathory

I båda fallen är logotypen nästan alltid enfärgad, i huvudsak svart eller vit, beroende på bakgrundens färg. Inom melodiska former av black metal förekommer dock oftare logotyper i färg.

## Death metal

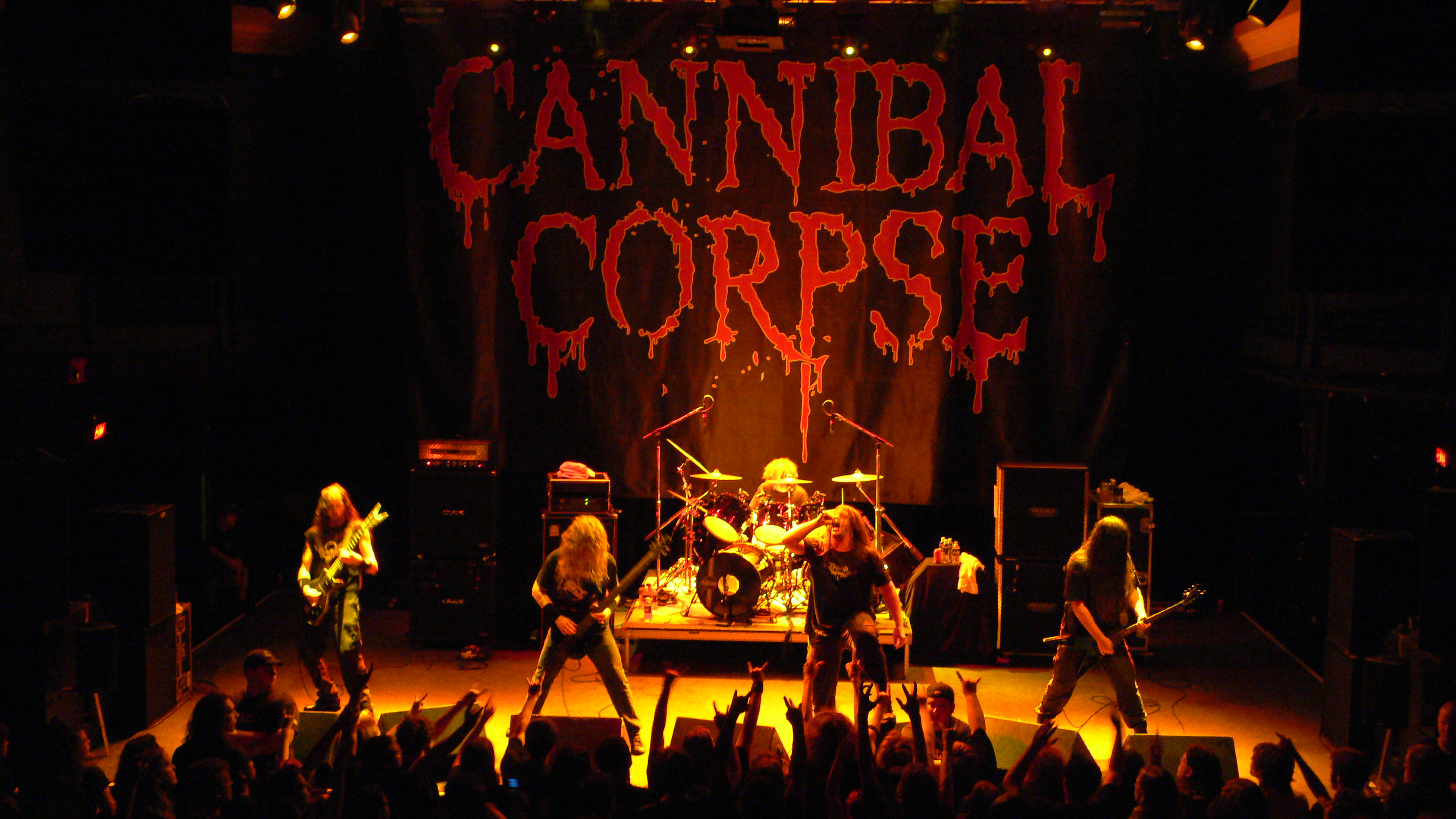
Cannibal Corpses logotyp i bakgrunden

Även inom death metal finns två huvudsakliga varianter. Den ena bygger på att bokstäverna ska efterlikna blod, slem, ben och liknande. Detta är vanligt inom grindcoreinfluerad dödsmetall och reflekterar ofta textinnehållet. Dessa band har i många fall tecknade skivomslag och en viss självironisk underton.
- Exempel: Cannibal Corpse, Bloodbath

Den andra varianten har många likheter med black metal-logotyper. Även här är logotyperna mer eller mindre symmetriska. Dessa är dock ofta mycket mer invecklade och i vissa fall fullkomligt oläsliga. En skillnad från black metal är att dessa logotyper ofta har färg. Olika datorgjorda effekter som 3d och bakgrundsglöd är också vanliga. 

## Thrash metal

Metallicas logotyp

Thrash metal-logotyper är ofta ganska enkla i sin utformning. Det som utmärker dem är bruket av långa spetsar som sticker ut från vissa bokstävers kant. Bokstäverna är också ofta kantiga.
- Exempel: Metallica, Sodom, Anthrax, Municipal Waste

## Power metal
Power metal-genren är inte lika traditionsbunden när det gäller logotyper, som de andra. Logotyperna är dock ofta mer utsmyckade när det gäller färg än ovan nämnda genrer. 3d- och glanseffekter är vanliga. Logotyperna reflekterar ibland de ofta fantasyinriktade texterna.
- Exempel: Blind Guardian, Hammerfall